# Stephan Lucas

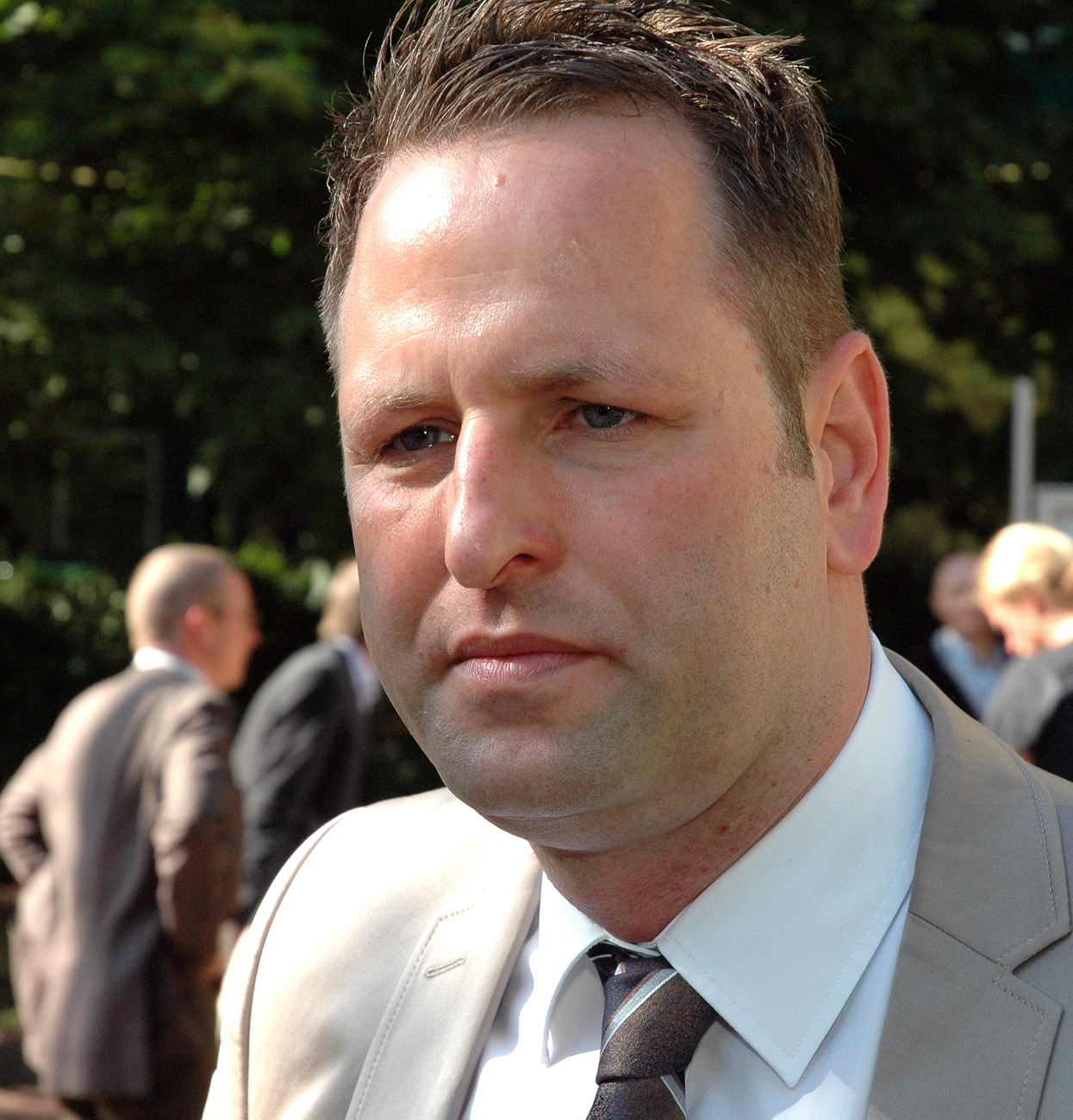
Stephan Lucas (2013)

Stephan Lucas (* 10. Juni 1972 in Frankfurt am Main) ist ein deutscher Rechtsanwalt und war Darsteller in der Sat.1-Gerichtsshow Richter Alexander Hold. Von 2013 bis 2016 war er zudem in der Scripted-Reality-Fernsehsendung Im Namen der Gerechtigkeit – Wir kämpfen für Sie! zu sehen. Seit 2022 tritt er als Staatsanwalt in der RTL-Neuauflage von Das Strafgericht auf. Seit 2023 verkörpert er auch den Staatsanwalt in der ebenfalls reaktivierten RTL-Gerichtsshow Ulrich Wetzel – Das Jugendgericht.

## Werdegang
1991 absolvierte Stephan Lucas an der privaten Anna-Schmidt-Schule in Frankfurt am Main das Abitur. Anschließend studierte Lucas bis 1996 Jura an der Johann Wolfgang Goethe-Universität Frankfurt am Main. In den Jahren 1996 und 1999 legte er seine Staatsexamina ab und erhielt die Zulassung als Rechtsanwalt. Daraufhin arbeitete er zunächst in verschiedenen Anwaltskanzleien in Heidelberg und München.
Anfang des Jahres 2006 schloss er sich mit der Rechtsanwältin Ricarda Lang, einer ehemaligen Verteidigerin bei Richter Alexander Hold, zur Kanzlei Lang Lucas zusammen. Im Juli 2010 gründete Lucas mit den Kollegen Barbara Kaniuka und Johannes Wittmann die Strafrechtskanzlei Lucas Rechtsanwälte in München.
Er bearbeitete in den vergangenen Jahren als Fachanwalt für Strafrecht etliche medienpräsente Fälle, unter anderem die Almbach-Morde und den Ehrenmordprozess von Ismaning, bei dem ein Türke auf offener Straße mit sieben Kopfschüssen getötet wurde.
Von Juni 2006 bis Juli 2007 vertrat er außerdem in Zusammenarbeit mit seinem Kollegen Christian Vorländer Farhad A. in einem Terrorhelfer-Prozess am Oberlandesgericht München. Lucas vertrat gemeinsam mit dem Rechtsanwalt Jens Rabe aus Waiblingen als Nebenklagevertreter in dem beim Oberlandesgericht Stuttgart gegen die ehemalige RAF-Terroristin Verena Becker geführten Prozess die Witwe des am 7. April 1977 ermordeten Generalbundesanwalt Siegfried Buback. Außerdem war er – ebenfalls wieder mit dem Rechtsanwalt Jens Rabe – Vertreter der Familie von Enver Şimşek, dem wohl ersten Mordopfer des „Nationalsozialistischen Untergrunds“. Der Blumenhändler wurde am 9. September 2000 in Nürnberg erschossen.

## Anklage wegen Strafvereitelung und Freispruch
In einem von Lucas betriebenen Revisionsverfahren vor dem Bundesgerichtshof soll er 2008 wahrheitswidrig behauptet haben, in der ersten Instanz sei ihm im Rahmen eines Rechtsgesprächs eine Freiheitsstrafe von weniger als fünf Jahren für seinen Mandanten in Aussicht gestellt worden, falls dieser ein umfassendes Geständnis ablegen würde (wovon das tatsächlich ausgeurteilte Strafmaß mit acht Jahren ohne Geständnis zu weit entfernt gewesen sei, als dass noch ein faires Verfahren vorliege). Die beteiligten Richter bestritten jedoch, dass es ein solches Angebot gegeben habe.
Die Staatsanwaltschaft Augsburg erhob daraufhin 2010 gegen Stephan Lucas Anklage wegen Strafvereitelung. In der Hauptverhandlung wiederholten die Richter, dass es ein solches Angebot nicht gegeben habe. Die damalige Staatsanwältin gab jedoch an, dass es ein solches Gespräch sehr wohl gegeben habe. Daraufhin wurde Lucas am 1. April 2011 freigesprochen. Die zuständige Rechtsanwaltskammer erklärte anschließend ihre Verwunderung, dass überhaupt Anklage erhoben worden sei.

## Jurist in verschiedenen TV-Formaten
Neben seiner Tätigkeit als Anwalt war Lucas auch als Schauspieler in der Gerichtsshow-Serie Richter Alexander Hold zu sehen, wodurch er dem Fernsehpublikum bekannt wurde. Er spielt dort, seit Beginn der Serie im Jahre 2001, unter seinem realen Namen den Staatsanwalt. Lucas ist neben Sewarion Kirkitadse und Alexander Hold der einzige Jurist, der von Anfang an in dieser Fernsehserie mitspielte. Zusammen mit der Strafverteidigerin Ricarda Lang, nicht zu verwechseln mit der gleichnamigen Politikerin, war Lucas in der ersten Folge von Richter Alexander Hold mit dem Titel Baby im Schließfach zu sehen. Nach der Einstellung von Richter Alexander Hold war Lucas zunächst im Testlauf der Scripted-Reality-Show Im Namen der Gerechtigkeit – Wir kämpfen für Sie! im Mai 2013 als Rechtsanwalt zu sehen. Von September 2013 bis 2016 war er fester Bestandteil dieser Sendung.
Seit Oktober 2022 ist Lucas wieder als Staatsanwalt in der Neuauflage von Ulrich Wetzel – Das Strafgericht zu sehen. Seit April 2023 spielt er auch den Staatsanwalt in der ebenfalls reaktivierten Gerichtsshow Ulrich Wetzel – Das Jugendgericht.

## Weitere Tätigkeiten
In den Jahren 2007 und 2008 war Lucas darüber hinaus als Rechtsexperte für die Sat.1-Sendung AllesTester im Einsatz.
Am 1. Juni 2012 erschien im Droemer-Knaur-Verlag Lucas’ erstes Buch mit dem Titel Auf der Seite des Bösen – Meine spektakulärsten Fälle als Strafverteidiger. Stephan Lucas veröffentlichte am 1. März 2017 das Buch Garantiert nicht strafbar, welches er zusammen mit dem deutschen Strafverteidiger und Autor Alexander Stevens verfasst hatte.

## Sonstiges
Stephan Lucas heiratete 2007. Das Paar hat eine Tochter und einen Sohn.

## Veröffentlichungen
- Auf der Seite des Bösen, Knaur, München 2012, ISBN 978-3-426-78542-3
- (zusammen mit Alexander Stevens): Garantiert nicht strafbar, Knaur, München 2017, ISBN 978-3-426-78899-8
- Täter und Opfer. Droemer TB, München 2022, ISBN 978-3-426-30302-3
  - Täter und Opfer (Audible-Hörbuch, Autorenlesung, 2023)